# Hollywood Hills
Hollywood Hills é um bairro nobre residencial localizado em Los Angeles, na Califórnia. O bairro fica ao sudoeste das montanhas de Santa Mônica e abriga o icônico letreiro de Hollywood. O bairro é cercado pela Laurel Canyon Boulevard ao oeste, pela Vermont Avenue ao leste, pelo Griffith Park ao norte, e pela Hollywood Boulevard ao sul.
Com suas vistas deslumbrantes de toda a área de Hollywood e do centro de Los Angeles, também pela ênfase na privacidade residencial em meio às montanhas, o bairro de Hollywood Hills tornou-se um grande santuário para as celebridades.

## Geografia

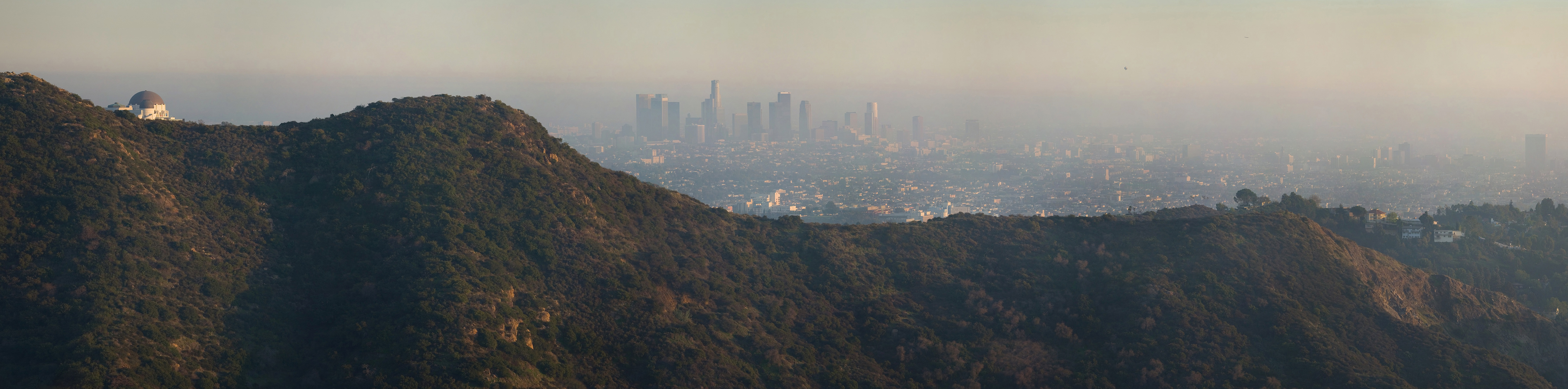
Los Angeles vista de Hollywood Hills.

Hollywood Hills estende-se por Cahuenga Pass nas montanhas de Santa Monica.
A vizinhança atinge Studio City, Universal City e Burbank ao norte, Griffith Park ao norte e leste, Los Feliz no sudeste, Hollywood no sul e Hollywood Hills West no oeste. Inclui o Forest Lawn Memorial Park, o Hollywood Reservoir, o letreiro de Hollywood, o Hollywood Bowl e o John Anson Ford Theatre.

## Bairros de Hollywood Hills
- Beachwood Canyon
- Hollywood Heights
- Laurel Canyon
- Mount Olympus
- Nichols Canyon
- Outpost Estates
- Sunset Flats
- Sunset Hills
- Whitley Heights
- Hollywood Dell

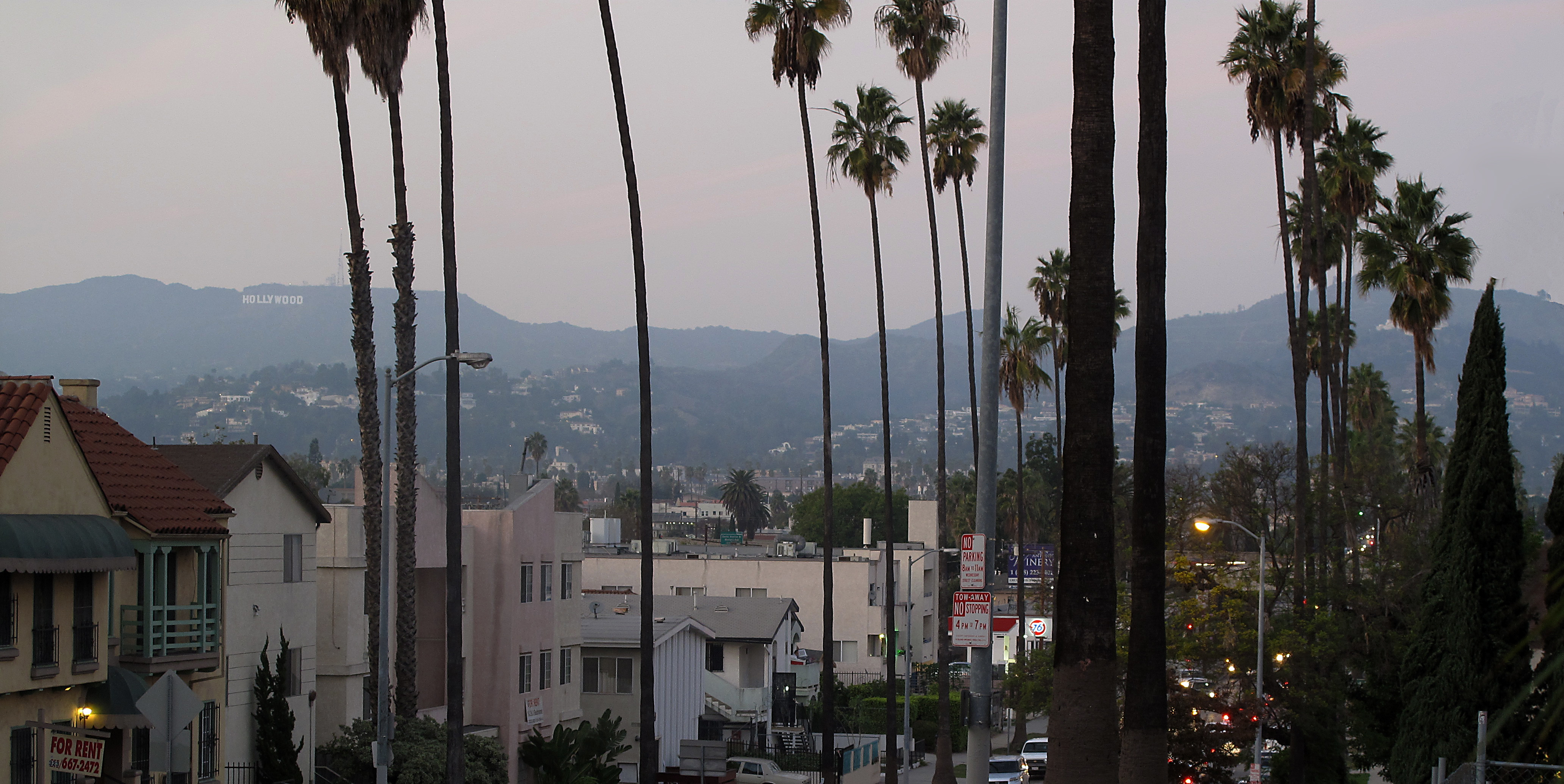
Hollywood Hills visto da N Normandie Ave.

Moradores Famosos (passado e presente)
- Emily VanCamp - Atriz
- Alex Turner - Cantor
- Victoria Justice
- Ariana Grande - Cantora de música pop.
- Lana Del Rey - Cantora/Poeta
- Leon Thomas III
- Katy Perry - Cantora de música pop.
- Nicole Scherzinger - Cantora de música pop.
- Miranda Cosgrove - Atriz/Cantora.
- Ben Affleck - Ator/Cineasta/Produtor/Roteirista.
- Christina Aguilera - Cantora de música pop.
- Kathy Bates - Atriz.
- Emily Blunt - Atriz
- Sandra Bullock - Atriz/Produtora.
- Reggie Bush - Jogador de futebol americano.
- Gisele Bündchen - Supermodelo Brasileira.
- Lizzy Caplan - Atriz.
- Slash - Guitarrista.
- Kevin Costner - Ator/Cineasta/Músico.
- Jon Cryer - Ator.
- Adam Curry - Apresentador de Televisão.
- Avril Lavigne - Cantora/Compositora
- Cameron Diaz - Atriz.
- Leonardo DiCaprio - Ator/produtor.
- Kara DioGuardi - Cantora/Compositora.
- Zac Efron - Ator.
- Morgan Fairchild - Atriz.
- Madonna - Cantora de música pop/Atriz.
- James Farentino - Ator
- Demi Lovato - Cantora
- George Harrison - Músico, famoso por ser o guitarrista dos The Beatles.
- Paris Hilton - Socialite/herdeira.
- Sun Ho - Cantora.
- Harry Houdini - Mágico.
- Billy Idol - Cantor de Rock.
- Jenna Jameson - Atriz pornô.
- Johnny Depp - Ator
- Scarlett Johansson - Atriz.
- Ali Larter - Atriz.
- Marilyn Manson - Cantor de Rock.
- Johnny Mathis - Cantor.
- Joel McHale - Ator/Comediante.
- Brittany Murphy - Atriz.
- Leslie Nielsen - Comediante
- Hayden Panettiere - Atriz.
- Ryan Phillippe - Ator.
- Brad Pitt - Ator/Produtor.
- John Frusciante - Músico, guitarrista do Red Hot Chili Peppers
- Meg Ryan - Atriz.
- Ryan Seacrest - Apresentador de televisão do American Idol.
- Neil Sedaka - Cantor/Compositor.
- Jerry Seinfeld - Ator/comediante stand up.
- Christian Slater - Ator.
- Kevin Smith Cineasta/Produtor/Roteirista.
- Britney Spears - Cantora de música pop.
- Tori Spelling - Atriz.
- Jason Statham - Ator.
- Sharon Stone - Atriz.
- Justin Timberlake - Cantor de música pop/Ator.
- Denzel Washington - Ator/Produtor/Roteirista/Cineasta.
- Orson Welles - Ator/Roteirista/Cineasta/Produtor.
- Henry Winkler - Ator/Cineasta.
- "Weird Al" Yankovic - Ator/Cantor.
- Catherine Zeta-Jones - Atriz.
- Queen Latifah - Atriz/Cantora.
- Joe Jonas - Ator/Cantor.
- Stephen Kramer Glickman - Ator/Comediante.
- Josh Hutcherson -  ator
- Halsey- Cantora
- Charli XCX- Cantora
- Adam Lambert- cantor